# Pont-l'Évêque, Calvados
Pont-l’Évêque là một xã ở tỉnh Calvados, thuộc vùng Normandie ở tây bắc nước Pháp.

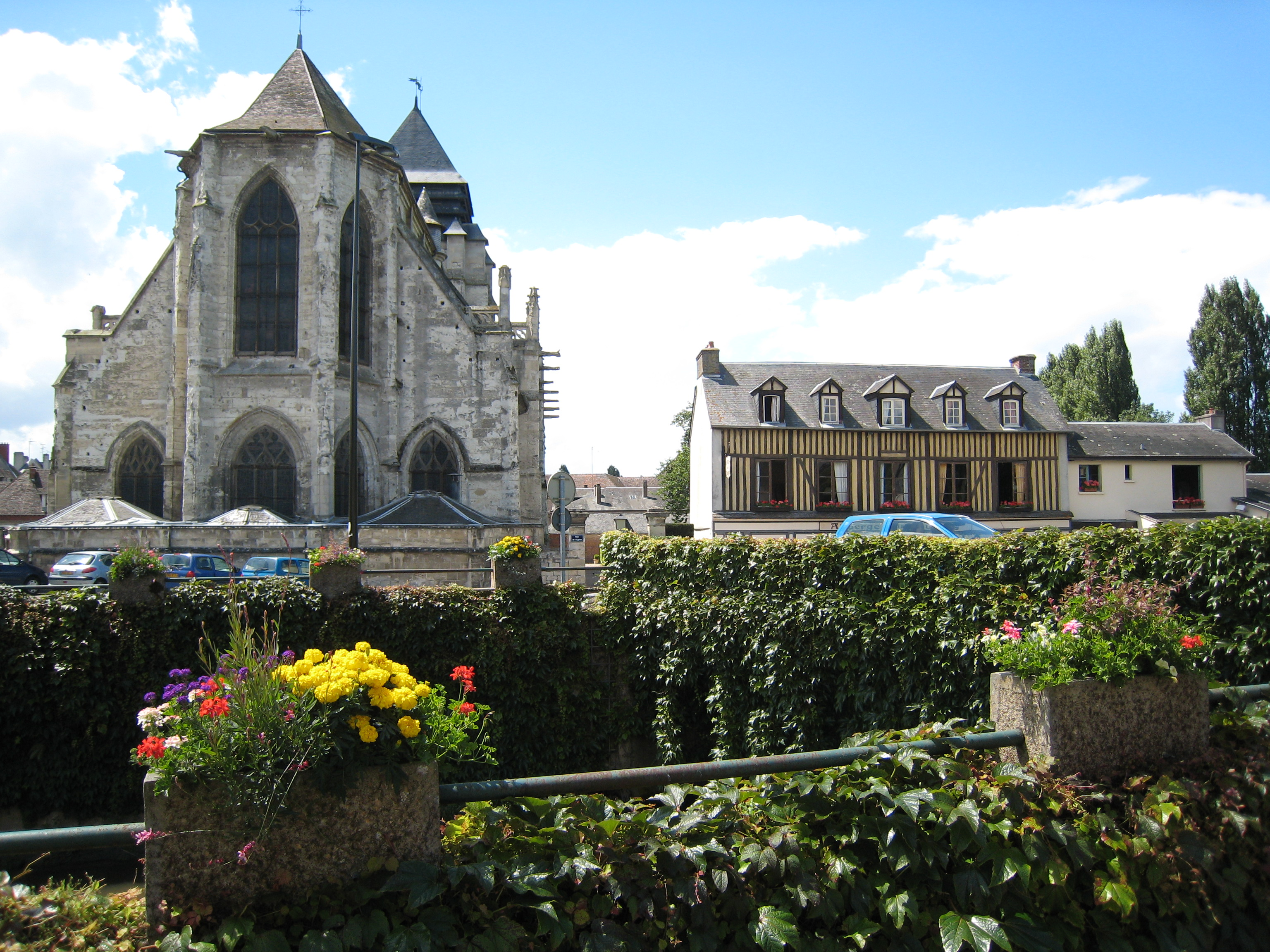
Eglise Saint Michel

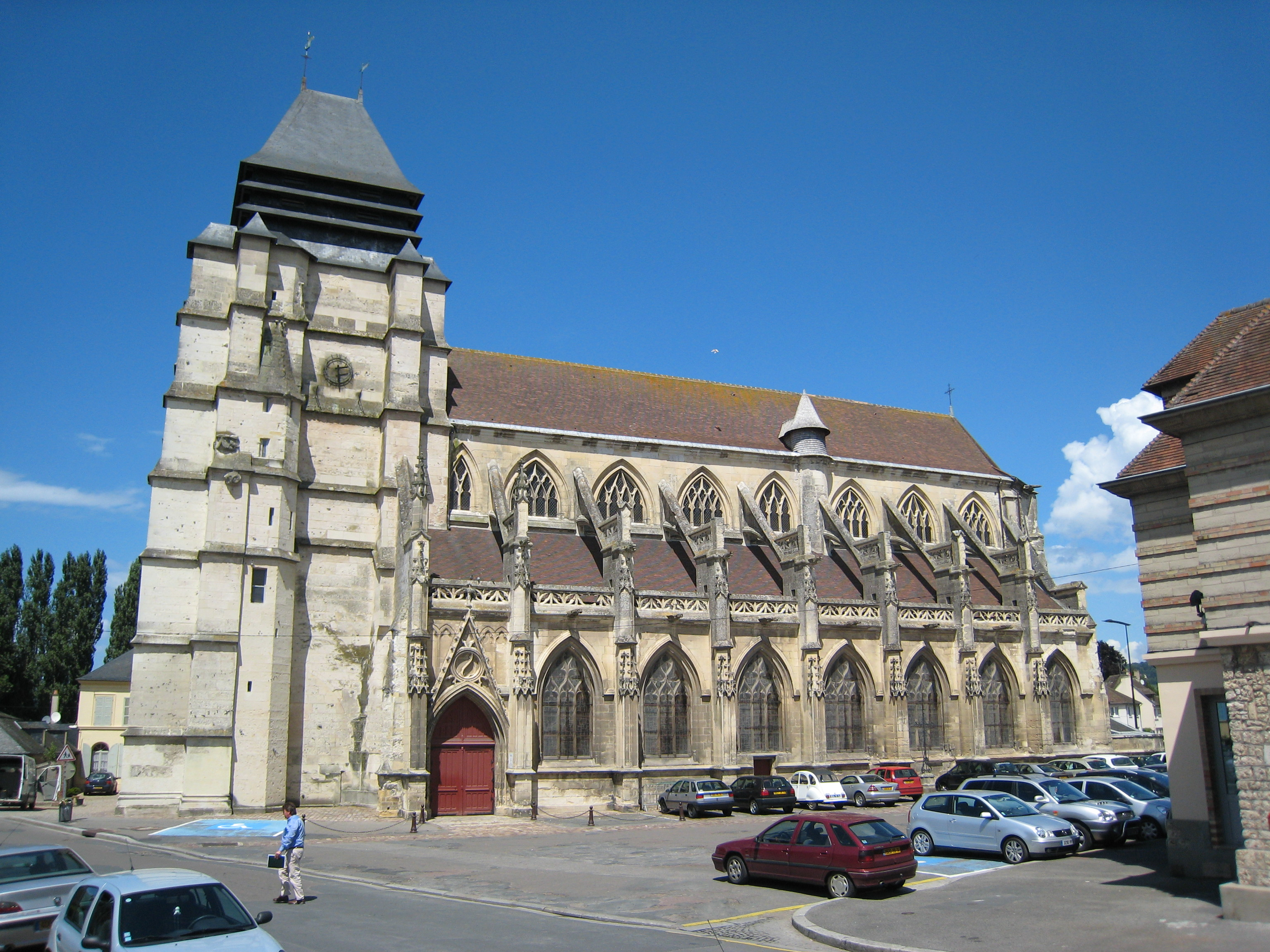
Eglise Saint Michel

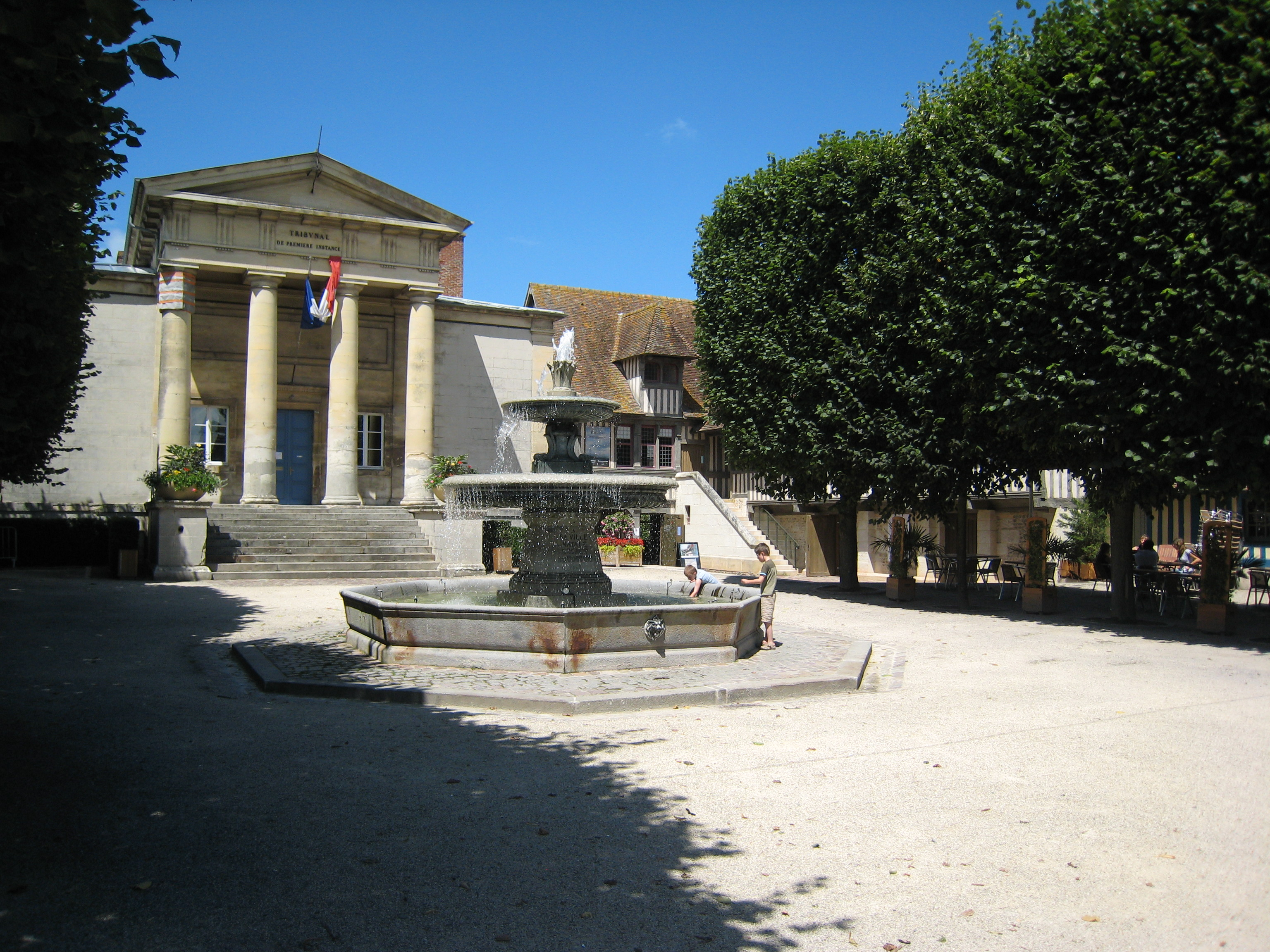
Place des Dominicaines

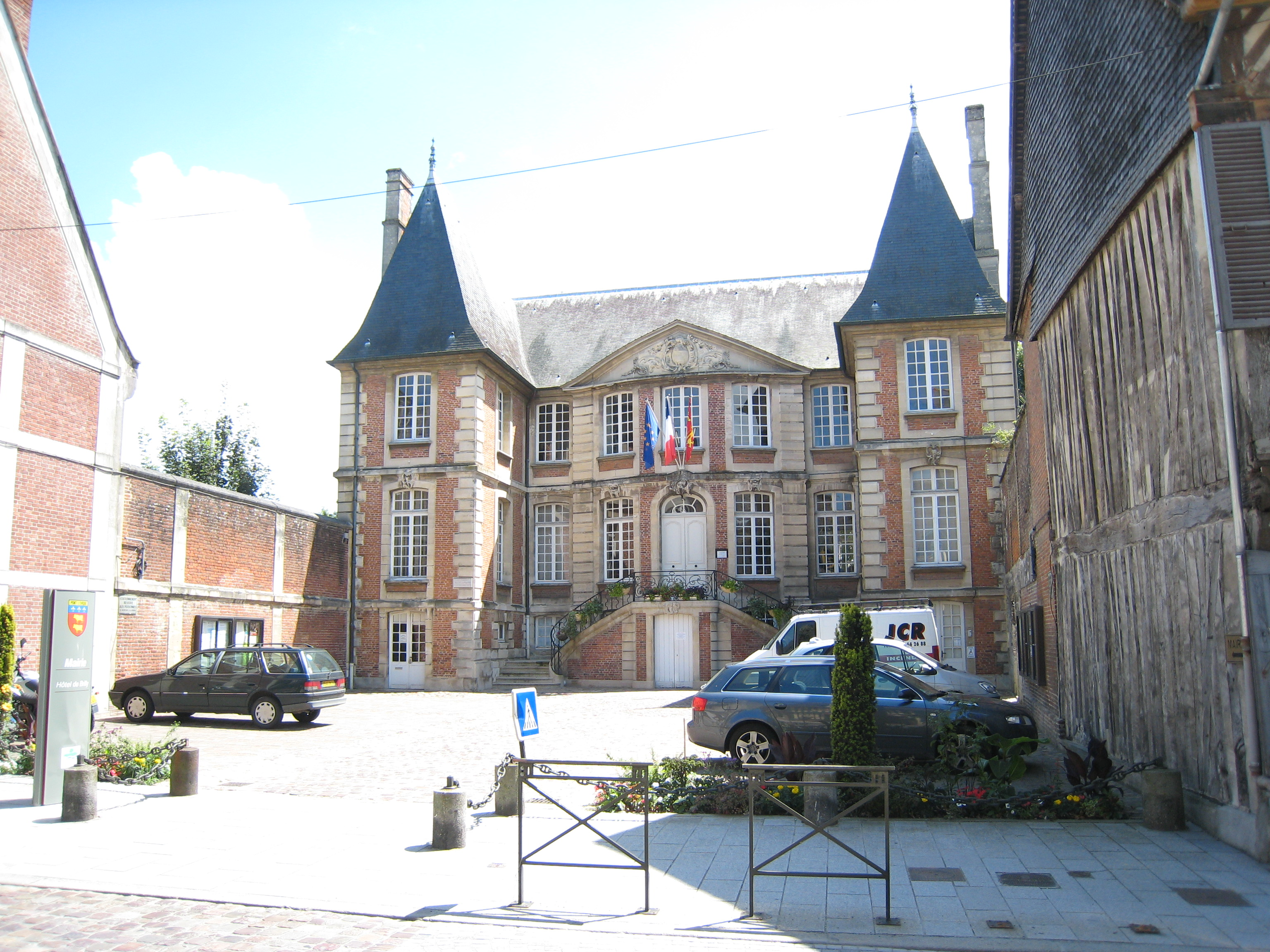
Hotel de Ville

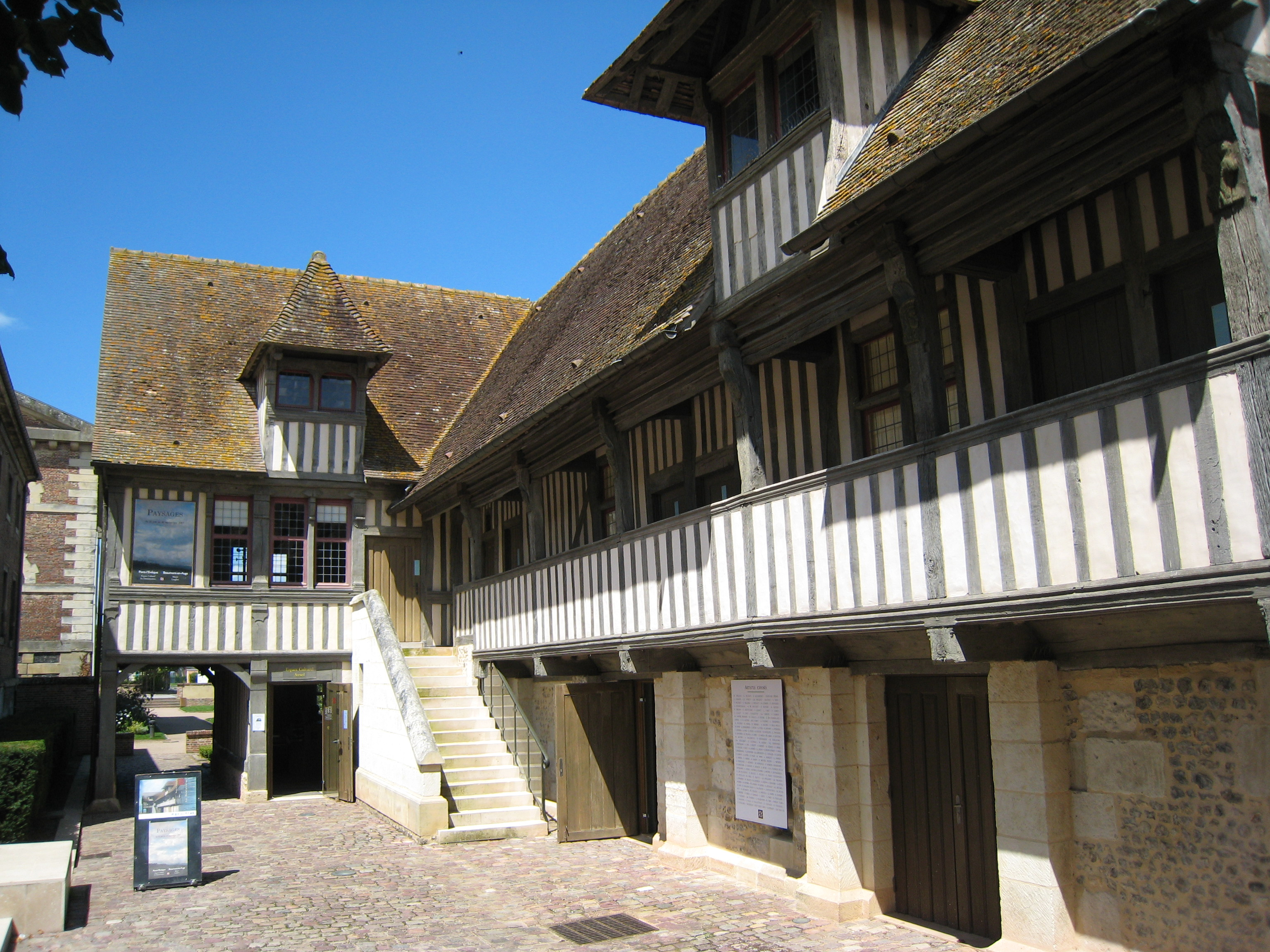
Maison à Colombages dans le quartier de Vaucelles

## Dân số
| Năm | 1962 | 1968 | 1975 | 1982 | 1990 | 1999 |
| --- | ---- | ---- | ---- | ---- | ---- | ---- |
| Dân số | 3188 | 3466 | 3709 | 3767 | 3843 | 4133 |
| From the year 1962 on: No double counting—residents of multiple communes (e.g. students and military personnel) are counted only once. |      |      |      |      |      |      |

## Hình ảnh

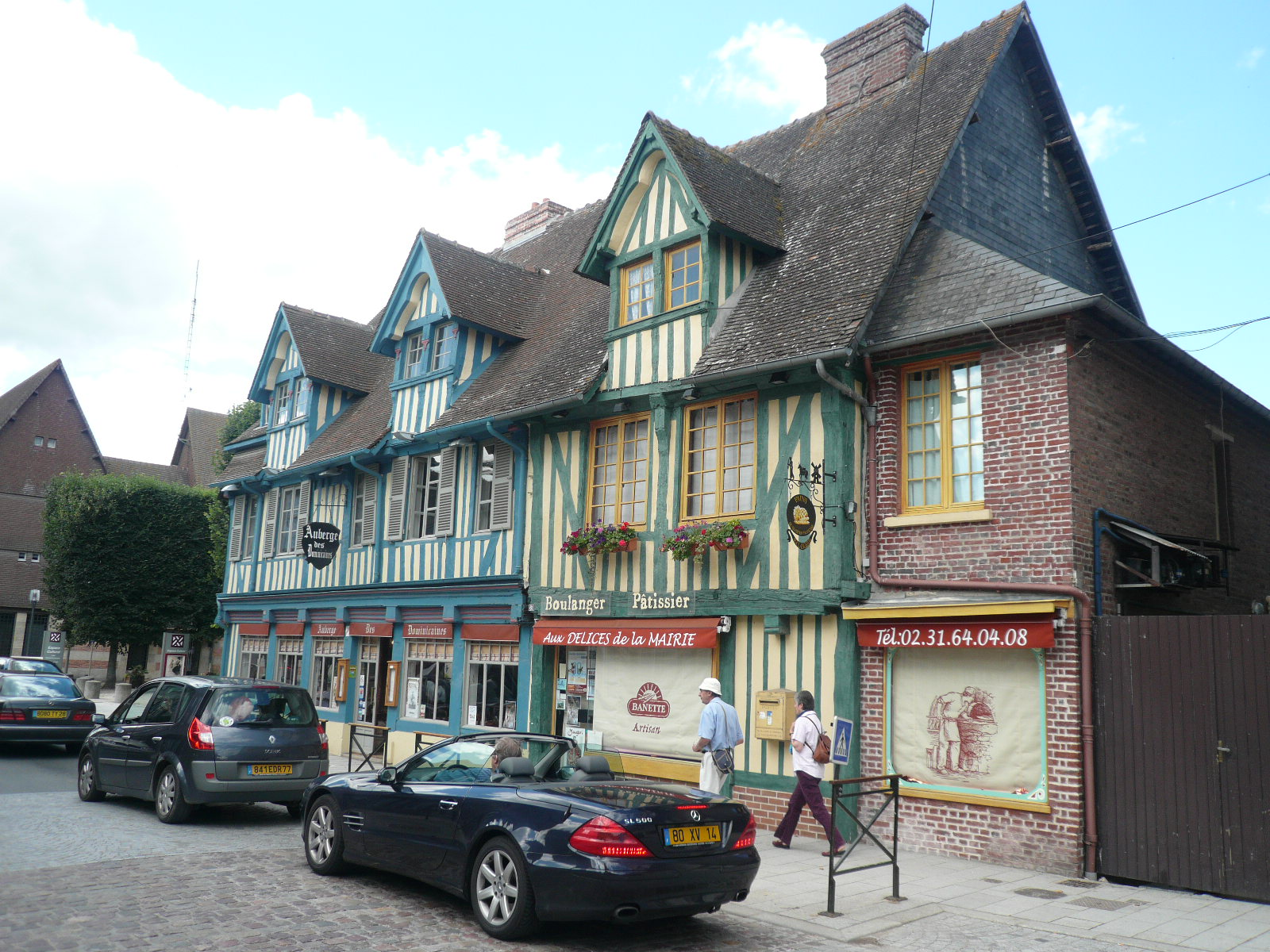
Maisons à colombages à Pont l'Evêque
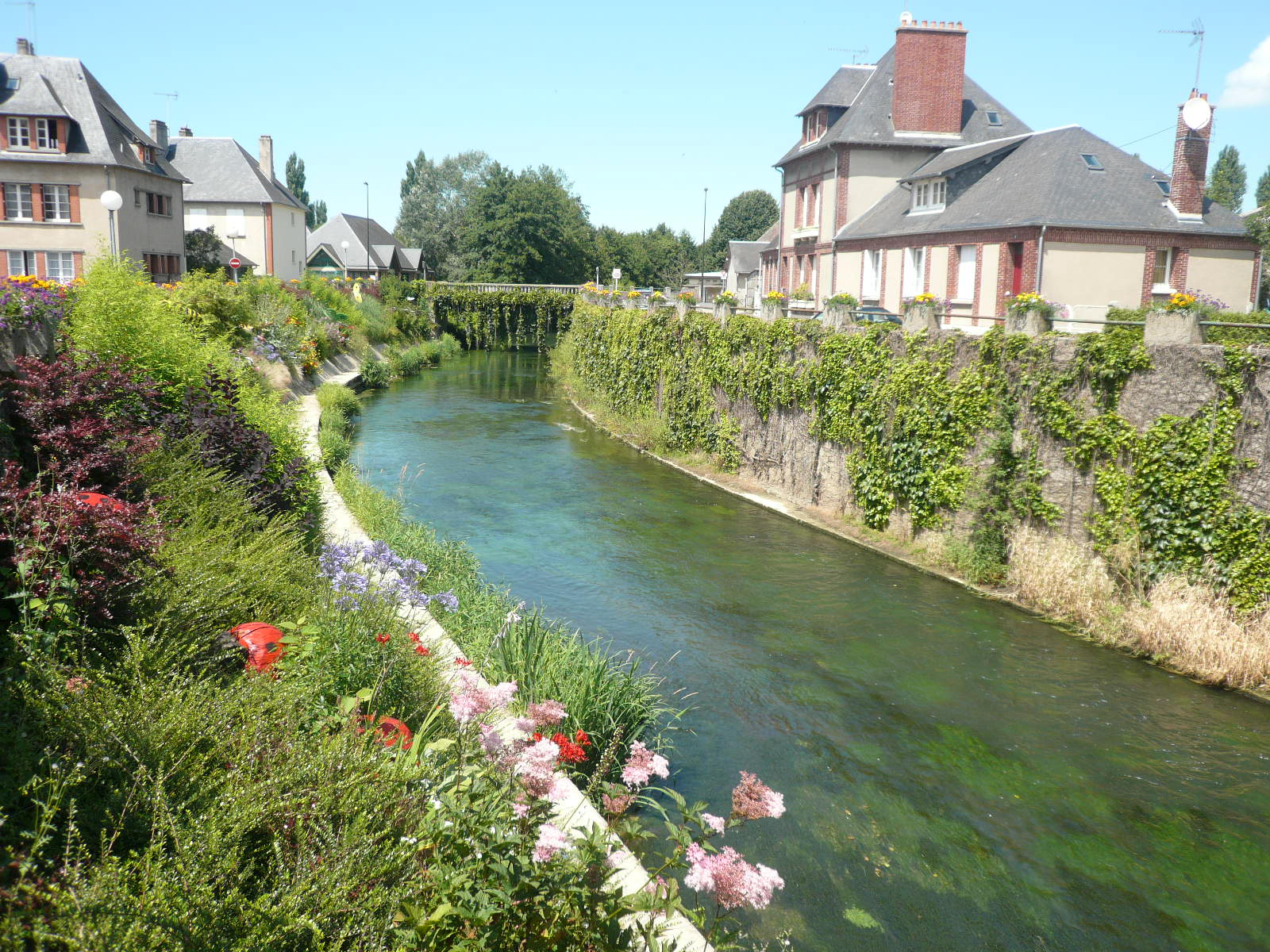
La Touques à Pont l'Evêque